# Martin Ashford
Martin "Ash" Ashford es un personaje ficticio de la serie de televisión australiana Home and Away interpretado por el actor australiano George Mason del 27 de octubre de 2014 hasta el 20 de junio del 2018.
En agosto del 2015 se anunció que George se había unido al especial "Home and Away: An Eye for An Eye" donde dio vida a Ash el 9 de diciembre del mismo año. En agosto del 2016 se anunció que aparecería en el nuevo especial de la serie "Home and Away: Revenge" el cual será estrenado el 19 de diciembre del mismo año. También aparecerá en el tercer especial titulado "Home and Away: All or Nothing", el cual será estrenado el 26 de enero del 2017.

## Biografía
Ash llega por primera vez a la bahía en el 2014 y va a Angelo's buscando a Darryl Braxton, cuando Ricky Sharpe la novia de Brax lo ve desconfía de él, poco después Ash tiene un enfrentamiento con Andy Barrett. Cuando Brax se encuentra con Ash, le cuenta a su familia que Ash era un excompañero de celda que lo ayudó mientras él estuvo en prisión. 
Brax le da a Ash un trabajo en el restaurante y lo deja dormir por un tiempo en el colchón de su casa, cuando Ash ve a Brax tener una fuerte pelea con su hermano Kyle Braxton, se da cuenta de que Brax no había podido afrontar lo sucedido en prisión y le dice que le cuente la verdad a su familia, cuando Ricky comienza a confiar en Ash, juntos ayudan a Brax.
Cuando Ash decide buscar a su hermana Billie, Brax lo acompaña y van a visitar al novio de Billie, Dean Sanderson, un examigo de Ash, ya que Dean quien había dejado que Ash se echara la culpa de un robo a mano armada que habían cometido juntos. Cuando encuentran a Dean. Brax se las arregla para que Dean le pague a Ash su parte del robo, quien a su vez decide darle el dinero a Phoebe Nicholson.
Cuando Ash conoce a Denny Miller intenta coquetear con ella, pero cuando Brax le advierte que Denny era la novia de su hermano menor Casey Braxton, quien había sido asesinado recientemente, Ash se aleja.
El 26 de abril del 2018 Ash decidió irse de Summer Bay.